# Toshihiko Okimune
Toshihiko Okimune (jap. 沖宗 敏彦 Okimune Toshihiko; ur. 7 września 1959) – japoński piłkarz, reprezentant kraju.

## Kariera klubowa
Jako piłkarz grał w klubie Fujitsu.

## Kariera reprezentacyjna
W reprezentacji Japonii Toshihiko Okimune zadebiutował 30 sierpnia 1981 roku. W sumie w reprezentacji wystąpił w 2 spotkaniach.

## Statystyki
| Reprezentacja Japonii | Reprezentacja Japonii | Reprezentacja Japonii |
| Rok                   | Mecze                 | Gole                  |
| --------------------- | --------------------- | --------------------- |
| 1981                  | 2                     | 0                     |
| Razem                 | 2                     | 0                     |